# 多田裕計
多田 裕計（ただ ゆうけい、1912年8月18日 - 1980年7月8日）は、日本の小説家・俳人。福井県福井市出身。

## 来歴
旧制福井中学校、旧制第二早稲田高等学院、早稲田大学文学部仏文科卒業。横光利一に師事し、石塚友二らと交流する。高等学院時代は、八木義徳、辻亮一、中村八朗らと同人誌「黙示」を創刊。
1940年より上海へ渡り、上海中華映画に勤務、1941年、『大陸往来』に寄せた「長江デルタ」で第13回芥川賞受賞。
1945年福井に疎開するが空襲にあい、三国町（現坂井市）に移住し、三好達治らと交流を持つ。
1947年福井県社会教育委員を務め、福井県文化協議会の設立に参加。「蛇師」で大衆文芸懇話会賞佳作。また馬來田静秋、高田惣七らと『北陸生活』を創刊したのもこの年である。1949年神奈川県逗子市に住む。
句作も始め、石田波郷主催の雑誌『鶴』同人となる。
1957年、日本文藝家協会の訪中団に加わり、井上靖、中野重治らと新中国を訪問。
1962年、俳句雑誌『れもん』を創刊、主宰する。
1980年7月8日、横須賀市内の病院にて67歳で死去。
門田泰明は、多田に師事して小説を学び、多田の示唆によって大衆文学へ向かった。

## 著書
- 『長江デルタ』文藝春秋社 1941
- 『新世界』大都書房, 1943
- 『秘かな話』成書房, 1947
- 『白痴の愛』大日本雄弁会講談社 1949
- 『描かれし薔薇』偕成社 1950
- 『夏目漱石 永遠の文豪』偕成社(偉人物語文庫)1951
- 『親鸞 民衆済度の聖者』偕成社(偉人物語文庫)1952
- 『秘めた手帖』偕成社, 1953
- 『母明星』偕成社 1954
- 『織田信長』(世界伝記全集)講談社, 1955
- 『アジアの砂』大日本雄弁会講談社, 1956
- 『草萌えにショパンの雨滴打ち来る』近藤書店, 1957
- 『風雲関ケ原』(少年少女日本歴史小説全集)講談社, 1958
- 『芭蕉』学習研究社(芥川賞作家シリーズ)　1964
- 『美しきライバル』秋元書房 1966
- 『句集 浪漫抄』大雅洞, 1974
- 『俳句と草絵』柏書房 1975
- 『はなごろも 俳句と草絵 多田裕計九十九句』柏書房, 1976
- 『多田裕計句集』角川書店 1980

再話
- ユーゴー原作『孤島の嵐 海に働く人々』偕成社(世界名作文庫)1954